# Мурена джудже
Мурените джуджета (Gymnothorax melatremus) са вид актиноптери от семейство Муренови (Muraenidae).
Те са незастрашен вид.
Таксонът е описан за пръв път от Ленард Питър Шулц през 1953 година.